# BDZ (album Twice)
BDZ è il secondo album in studio del gruppo musicale sudcoreano Twice, pubblicato il 12 settembre 2018 dalla Warner Music Japan. L'album contiene cinque brani precedentemente pubblicati e cinque nuovi, inclusa la title track prodotta da Park Jin-young. Il titolo "simboleggia il desiderio dei membri di essere duri e di vivere forti", ed è l’abbreviazione di "Bulldozer".
Il 26 dicembre 2018, viene pubblicata una riedizione dell'album trainata dal singolo "Stay By My Side" rilasciata il 22 ottobre come singolo.

## Esibizioni dal vivo
"BDZ" è stata eseguita per la prima volta ai Music Station il 31 agosto 2018, successivamente nella prima tappa della Tokyo Girls Collection il giorno successivo. È stata anche eseguita al Twice1st Arena Tour 2018 "BDZ", che è iniziato il 29 settembre a Chiba.

## Tracce
1. BDZ – 3:17 (testo: J.Y. Park "The Asiansoul", Shoko Fujibayashi, Yu Shimoji – musica: J.Y. Park "The Asiansoul")
2. One More Time – 3:05 (testo: Natsumi Watanabe, Yhanael – musica: Na.Zu.Na, Yu-ki Kokubo, Yhanael)
3. Candy Pop – 3:22 (Min Lee "collapsedone", Mayu Wakisaka)
4. L.O.V.E – 3:23 (Na.Zu.Na, Yu-ki Kokubo, Yhanael)
5. Wishing – 4:32 (testo: Eri Osanai – musica: Albi Albertsson, Kanata Okajima)
6. Say It Again – 3:23 (Min Lee "collapsedone", Mayu Wakisaka)
7. Wake Me Up – 3:33 (testo: Natsumi Watanabe – musica: Atsushi Shimada, Louise Frick Sveen, Albin Nordqvist)
8. Brand New Gir – 3:34 (testo: Na.Zu.Na, Yu-ki Kokubo – musica: Na.Zu.Na, Michael Yano (M.I), Yu-ki Kokubo)
9. Be as One – 3:51 (testo: Risa Horie – musica: Kim Seung-soo, Choi Hyun-jun)
10. I Want You Back – 3:24 (testo: The Corporation – (Berry Gordy, Freddie Perren, Alphonso Mizell) – musica: The Corporation – (Berry Gordy, Freddie Perren, Alphonso Mizell, Deke Richards))

Tracce esclusive del repackage
1. Stay By My Side – 3:57 (Atsushi Shimada, Fredrik "Figge" Boström, Malin Johansson)
2. Luv Me – 3:29
3. Pink Lemonade – 3:40

## Classifiche

### Classifiche settimanali
| Classifica (2018) | Posizione massima |
| ----------------- | ----------------- |
| Giappone          | 1                 |

### Classifiche di fine anno
| Classifica (2018) | Posizione |
| ----------------- | --------- |
| Giappone          | 8         |
| Classifica (2019) | Posizione |
| Giappone          | 60        |

## Riconoscimenti
- Japan Gold Disc Award
  - 2019 – Best 3 Albums (Asia)[9]